# Lednitzky András
Lednitzky András (Szeged, 1947. – 2025. augusztus 17.) magyar . A Szegedi Tudományegyetem Szent-Györgyi Albert Orvostudományi Karának nyugalmazott dékáni irodavezetője.

## Életpályája
Tanulmányait a Szegedi Textilipari Technikumban és a Szegedi Tudományegyetem Állam- és Jogtudományi Karán végezte el.
1981. május 1-től a Szegedi Orvostudományi Egyetem Általános Orvostudományi Kar dékáni hivatal- és tanulmányi osztályvezetője volt.
1996-tól a Szegedi Zsidó Hitközság elnöke volt. 1997-től a Szegedi Magyar-Izraeli Baráti Társaság titkára, 2002-től elnöke, 2001–2011 között az országos szövetség alelnöke, 2007-től vezetőségi tagja volt. 1997–1999 között párhuzamosan a SZOTE rektori hivatalvezetője is volt. 1998-tól a Szent-Györgyi Albert Rotary Klub tagja volt. 1999. október 1-től az Orvosi Szak- és Továbbképzési Központ titkárságvezetője, majd tanulmányi osztályvezetője volt.
2000-től a Szeged Megyei Jogú Város Polgármestere mellett működő egyházi keretfelosztó bizottság tagja volt. 2000–2006 között párhuzamosan az orvos- és gyógyszerésztudományi centrum titkáraként dolgozott. 2002-től a Keresztény-Zsidó Társaság országos elnökségi tagja volt. 2003–2007 között a Mazsihisz alelnöke, 2007-től vezetőségi tagja volt. 2004-től a Regionális Média Művészeti Alapítvány, illetve az Alapítvány a Szegedi Zsinagógáért Kuratórium elnöke volt. 2006-tól Izrael tiszteletbeli konzulja volt.
2014-ben nyugdíjba vonult.

### Munkássága
Egyetemi pályafutása alatt hatékonyan részt vett az oktatásfejlesztésben, a kari szabályzat megalkotásában, a kar három akkreditációjában, az igazgatási és tanulmányi adminisztráció, a kari humánpolitikai, minőségfejlesztési és minőségbiztosítási munka irányításában, a szakképzési és továbbképzési rendszer kimunkálásában. Egyetemi, városi, regionális és országos jótékonysági, vallási, kultúrális közéleti munkássága is kimagasló volt.

## Díjai
- Széchenyi István Emlékplakett (1981)
- Kiváló Munkáért egészségügyi miniszteri kitüntetés (1987)
- Magyar Arany Érdemkereszt (2005)
- Püspöki és Konferencia Szervezési Elismerő Oklevél a Szegedi Hittudományi Főiskolától (2008)
- Bécsi Zsidó Múzeum elismerő oklevél és plakett (2010)
- Mórahalom köszönete – önkormányzati elismerés (2012)
- a Szegedért Alapítvány Debreczeni Pál-díja (2013)
- Szeged Városáért Emlékérem (2013)
- Kölcsey-érem (2016)[2]
- Pro Universitate-díj (Országos Rabbiképző-Zsidó Egyetem, 2016)
- Szeged Nemzetközi Kapcsolataiért elismerés (2018)
- Löw Immánuel emlékplakett (Szegedi Zsidó Hitközség, 2019)
- Magyarországi Zsidóságért díj (2019)
- Zsidó Közösségért díj (Magyar Zsidó Kulturális Egyesület, 2020)